# آنا فورستر
آنا فورستر (بالإنجليزية: Anna Foerster)‏ هي مصورة سينمائية ومخرجة أمريكية، ولدت في 1971 في ألمانيا.

## وصلات خارجية
- الموقع الرسمي
- آنا فورستر على موقع IMDb (الإنجليزية)
- آنا فورستر على موقع ألو سيني (الفرنسية)
- آنا فورستر على موقع أول موفي (الإنجليزية)
- آنا فورستر على موقع قاعدة بيانات الأفلام السويدية (السويدية)
- آنا فورستر على موقع قاعدة بيانات الفيلم (الإنجليزية)
- آنا فورستر على موقع كينوبويسك (الروسية)